# Ystad Saltsjöbad
Ystad Saltsjöbad er et svensk hotel beliggende i Ystad. Hotellet har 140 værelser og to restauranter.

## Historie
I 1897 blev det første Ystad Saltsjöbad opført øst for byens havn, ud til Østersøen. Det var et tre-etagers træhus med 12 værelser. Dertil kom et anneks med kolde og varme bade.
Hotellet brændte ned til grunden i 1913, og arkitekt August Ewe tegnede en ny hovedbygning, som blev indviet 20. maj 1927, tættere på stranden end den tidligere bygning. Derefter er der kommet flere mindre tilbygninger, senest i 2012 hvor en spa-afdeling kom til.

## Galleri
- Badebroen er den eneste af strandens fem badebroer, der er permanent hele året rundt; den er med sine 104 meter også den længste på stranden.
- Ystads Saltsjöbad 18. juli 2021.
- Ystad Saltsjöbad.
- Interiør på hotellet.
- En palisade på Ystad Saltsjöbad til beskyttelse mod erosion.
- Plantning af marehalm ved Ystad Saltsjöbad til beskyttelse mod erosion.